# California Institute of Technology

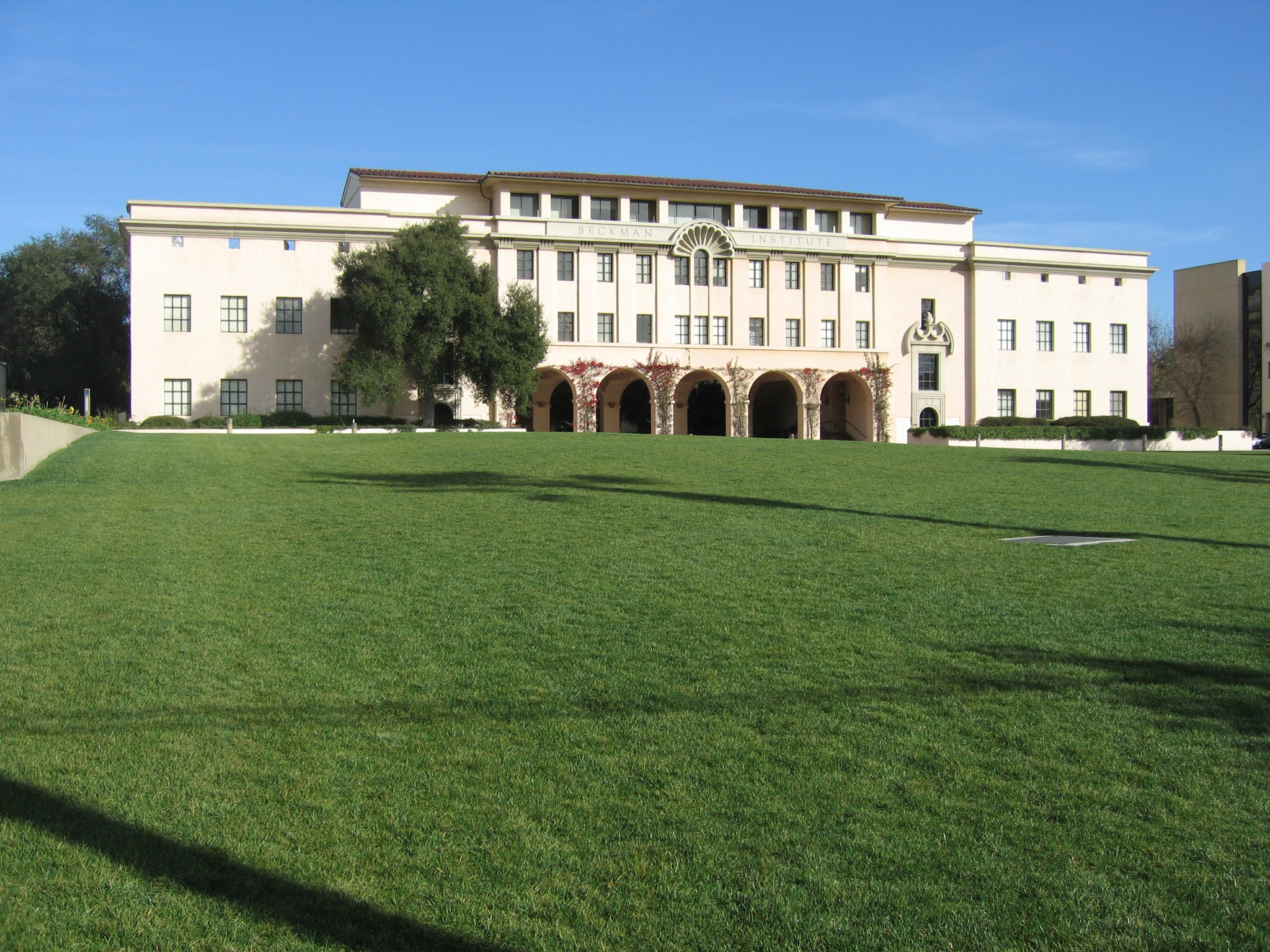
Beckman Institute

California Institute of Technology (vanligtvis kallat Caltech), "Kaliforniens tekniska högskola", är ett privat forskningsuniversitet som ligger i Pasadena, Kalifornien, USA. Caltech har sex akademiska divisioner med stark betoning på teknik och ingenjörsvetenskap. Dess 124 tunnland (50 hektar) primära campus ligger cirka 18 km nordost om centrala Los Angeles.
Universitetet grundades som en förberedande yrkesskola av Amos G. Throop 1891 men lockade inflytelserika forskare som George Ellery Hale, Arthur Amos Noyes och Robert Andrews Millikan i början av 1900-talet. De yrkesinriktade och förberedande skolorna upplöstes och knoppades av år 1910, och skolan antod sitt nuvarande namn 1921. År 1934 blev Caltech invald i Association of American Universities och föregångarna till NASA:s Jet Propulsion Laboratory, som Caltech fortsätter att driva och förvalta, etablerades mellan 1936 och 1943 under Theodore von Kármán. Universitetet finns bland en liten grupp av tekniska institut i USA som tenderar att i första hand ägnas åt undervisning av de tekniska konsterna och tillämpade vetenskaperna.
Trots sin ringa storlek, har 32 alumner och fakultetsmedlemmar från Caltech vunnit totalt 33 Nobelpris (Linus Pauling är den enda personen i historien att vinna två odelade priser) och 70 har vunnit National Medal of Science eller Technology. Det finns 112 fakultetsmedlemmar som har valts till National Academies. Dessutom finns ett stort antal fakultetsmedlemmar associerade med Howard Hughes Medical Institute och NASA. Caltech förvaltade $332 miljoner dollar under 2011 i sponsrad forskning och $1,85 miljarder dollar i donationsmedel 2013. Universitetet har också en långvarig rivalitet med Massachusetts Institute of Technology (MIT).
Förstaårsstudenter måste bo på campus och 95% av undergraduate-studenterna bor kvar i elevhemmen. Trots att Caltech har en stark tradition av practical jokes och upptåg, styrs studentlivet av en hederskod som tillåter fakulteten att tilldela hemtentamen. Caltech Beavers tävlar i 13 interkollegiala sporter i NCAA Division III:s Southern California Intercollegiate Athletic Conference.
Caltech äger och driver Palomarobservatoriet.

## Universitetet i fiktion
Den amerikanska komedi-TV-serien "The Big Bang Theory" kretsar kring fyra forskare vid Caltech och deckar-TV-serien Numb3rs är delvis inspelad på campus, i och med att seriens huvudroll är verksam där.

## Fotnoter
1. ↑  Universitetet i sig stavar bara dess korta form "Caltech"; andra stavningar som "Cal Tech" och "CalTech" är felaktiga Arkiverad 12 april 2012 hämtat från the Wayback Machine.. Institutet kallas ibland också "CIT", framför allt i sin alma mater, men det är ovanligt.